# Christmas, Again
Christmas, Again – amerykański dramat filmowy z 2014 roku w reżyserii Charlesa Poekela, z Kentuckerem Audleyem w roli głównej.

## Premiera
Film miał swoją premierę na MFF w Locarno w Szwajcarii 13 sierpnia 2014. W Polsce zaprezentowano go podczas Festiwalu Kina Niezależnego Off Camera w Krakowie 1 maja 2015.

## Fabuła
Akcja filmu rozgrywa się w Nowym Jorku. Młody mężczyzna, przeżywający ciężki okres w swoim życiu, zatrudnia się do sezonowej sprzedaży choinek. Mieszka w przyczepie, często pracując na nocnej zmianie. Z życiowego marazmu wyrywa go seria wydarzeń, w których okazuje pomoc różnym osobom.

## Obsada
W filmie wystąpili, m.in.:
- Kentucker Audley jako Noel
- Hannah Gross jako Lydia
- Craig Butta jako mężczyzna
- Jason Shelton jako Nick
- Mario Cantillo jako klient nocny
- Heather Courtney jako żona
- Martin Courtney jako mąż
- David Gauld jako chłopak
- Dakota O'Hara jako kobieta od wieńca
- Yvonne Gougelet jako kobieta od Drzewka Obamy

## Nagrody i nominacje (wybrane)
Obraz otrzymał m.in. następujące nominacje i nagrody:
- Międzynarodowy Festiwal Filmowy w Locarno 2014
  - nominacja Złoty Lampart – Konkurs „Cineasti del presente”
- Oak Cliff Film Festival 2015
  - nagrodzony Grand Jury Prize dla najlepszego filmu
- Sundance Film Festival 2015
  - nominacja nagroda publiczności Best of Next!
- Independent Spirit Awards 2016
  - nominacja do Nagrody im. Johna Cassavetesa